# Géraud-Marie Soubrier

Bischofswappen von Bischof Géraud-Marie Soubrier

Géraud-Marie Soubrier (* 13. Januar 1826 in Badailhac, Königreich Frankreich; † 11. August 1899 in Oran, Französisch-Nordafrika) war ein französischer Geistlicher und römisch-katholischer Bischof von Oran.

## Leben
Géraud-Marie Soubrier empfing am 7. April 1849 das Sakrament der Priesterweihe.
Am 2. März 1886 wurde er zum Bischof von Oran ernannt und am 10. Juni desselben Jahres präkonisiert. Die Bischofsweihe spendete ihm am 2. Oktober 1886 in der St.-Philipps-Kathedrale in Algier der Erzbischof von Algier und Karthago, Charles Martial Lavigerie; Mitkonsekratoren waren der Koadjutorerzbischof von Algier, Prosper Auguste Dusserre, und der Bischof von Constantine-Hippone, Barthélemy Clément Combes.
Mit seiner Emeritierung am 24. März 1898 wurde Géraud-Marie Soubrier zum Titularerzbischof von Samosata ernannt.